# Europees kampioenschap voetbal 2008 (Groep C) Nederland - Frankrijk

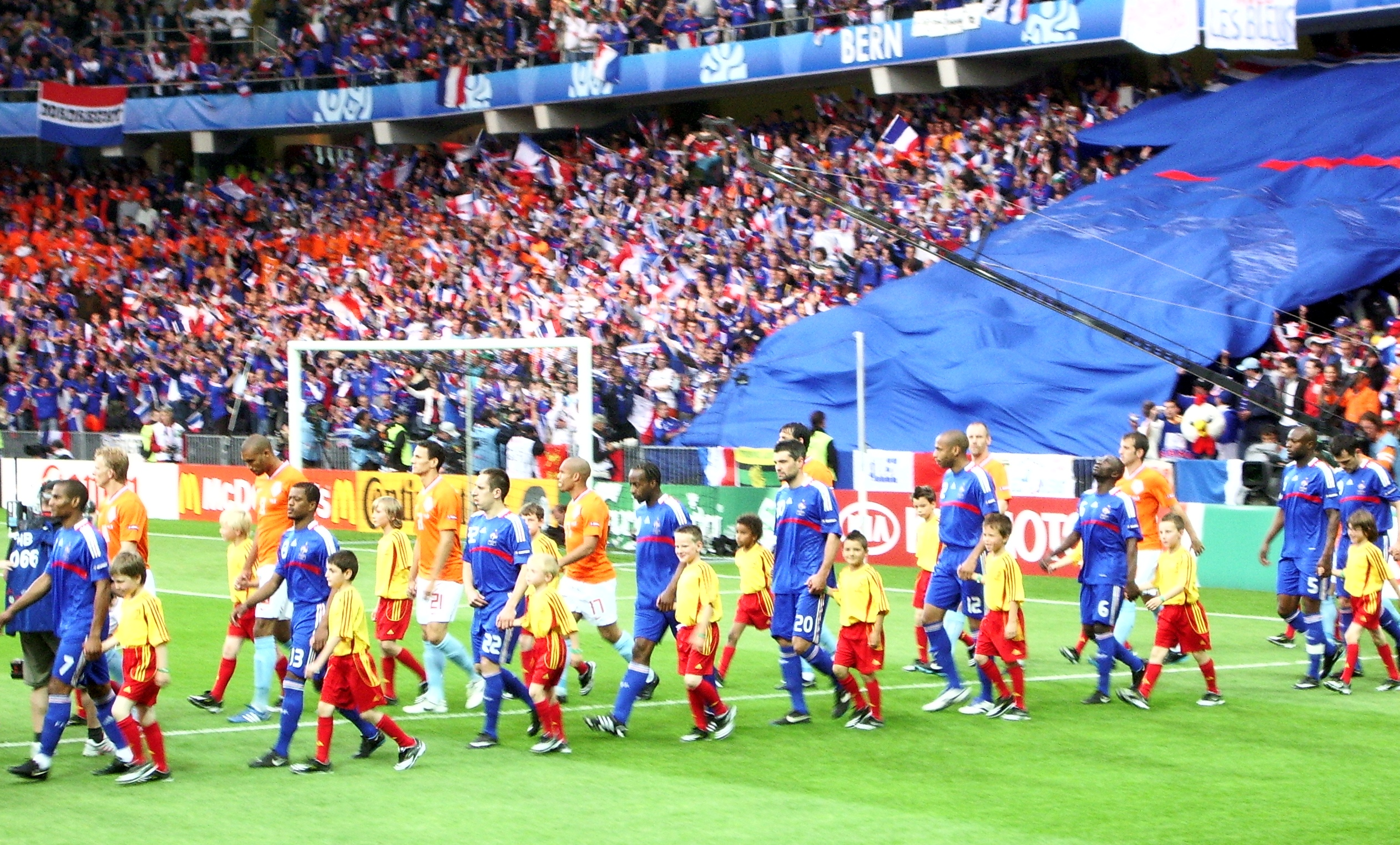
De teams komen het stadion binnen, voor de wedstrijd

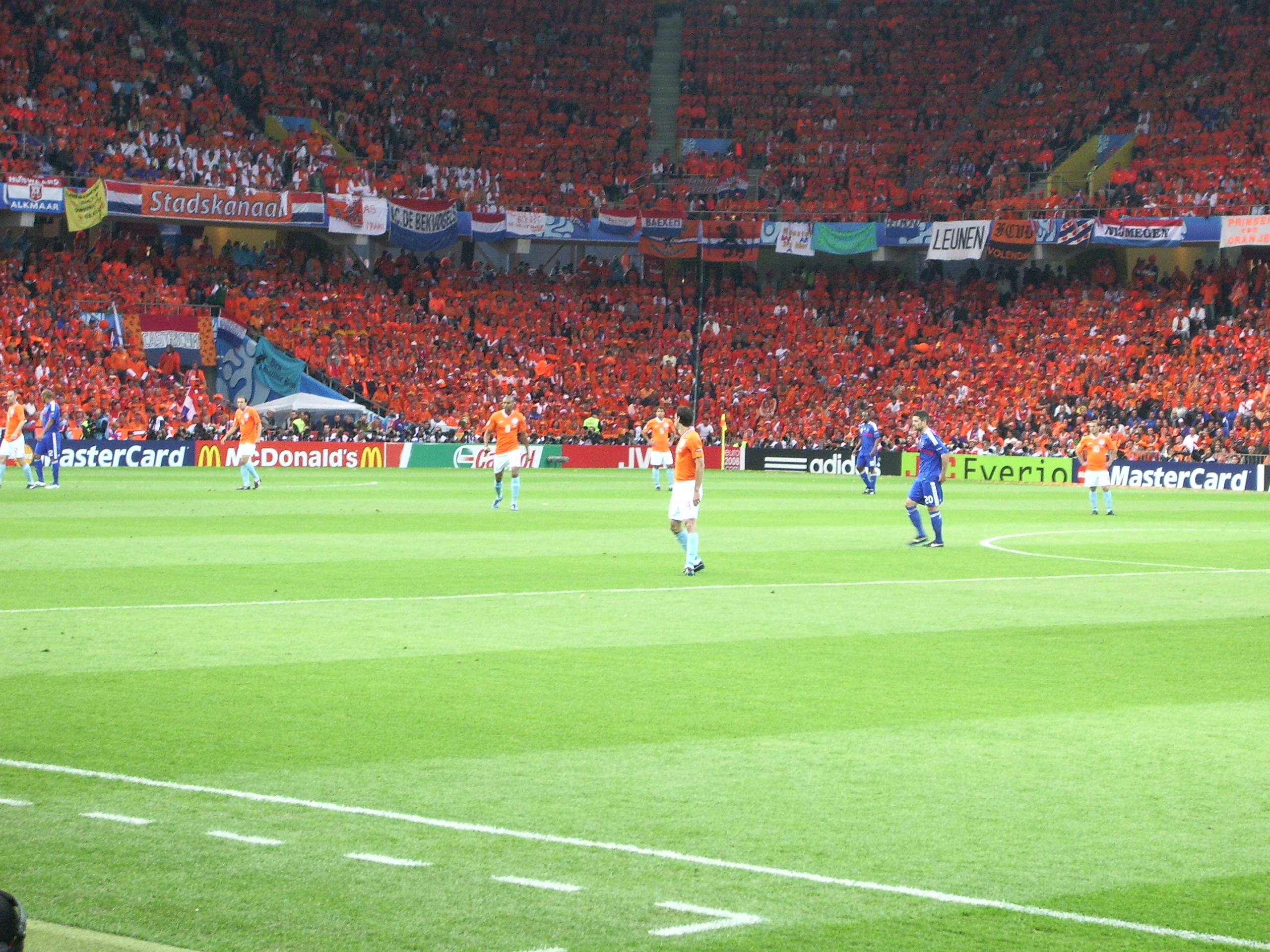
De hoek met de Nederlandse supporters

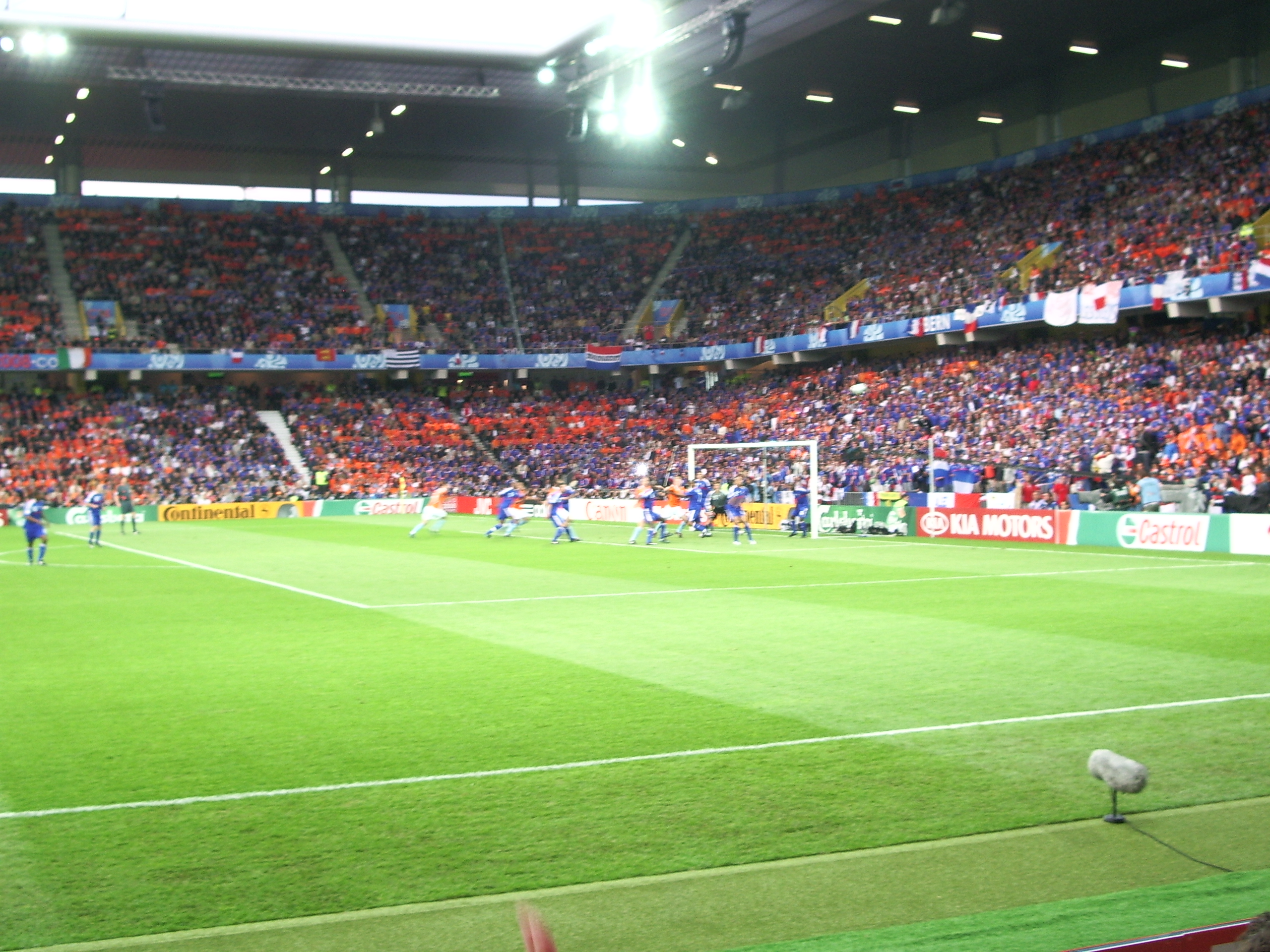
1-0 door Kuijt na een hoekschop

Nederland - Frankrijk was een internationale voetbalwedstrijd die op 13 juni 2008 werd gespeeld in het kader van Europees kampioenschap voetbal 2008. De wedstrijd in groep C was voor beide landen de tweede wedstrijd van het toernooi. Nederland versloeg Frankrijk met 4-1, na een 1-0-ruststand.

## Wedstrijdverloop
In de negende minuut maakte Dirk Kuijt de openingstreffer. Na rust maakte Robin van Persie de tweede goal. Thierry Henry deed iets terug, maar Arjen Robben en Wesley Sneijder beslisten het duel.

## Voorafgaand aan de wedstrijd
Het Nederlands elftal is de koploper in Groep C van het Europees kampioenschap. De eerste wedstrijd tegen Italië werd met 3-0 gewonnen, terwijl Frankrijk niet verder kwam dan een doelpuntloos gelijkspel tegen Roemenië. De laatste keer dat beide landen op een groot toernooi tegen over elkaar stonden, was tijdens het Europees kampioenschap voetbal 2000. Nederland won toen in de Amsterdam ArenA met 3-2. Op 31 maart 2004 speelden beide landen doelpuntloos gelijk in een oefenwedstrijd in de aanloop naar het EK van dat jaar.
- Klaas-Jan Huntelaar kreeg tijdens de training van 10 juni een tik van Dirk Kuijt en bleef daar last van houden. Hierdoor moest hij de besloten training van 11 juni aan zich voorbij laten gaan. Op donderdag 12 juni trainde hij apart mee van de groep.[2]
- Hoewel het Frans voetbalelftal achter gesloten deuren trainde, lukte het de journalisten van l'Équipe toch om een glimp op te vangen van de vermoedelijke opstelling. Op 12 juni maakten zij bekend, dat Frankrijk in hetzelfde systeem zouden spelen als het Nederlands voetbalelftal. Dat wil zeggen: 4-2-3-1. Hierin zou Thierry Henry de enige spits zijn.[3]
- Arjen Robben kwam weer terug na een blessure aan de lies. Twee dagen voor de wedstrijd tegen Italië raakte hij geblesseerd en moest die wedstrijd aan zich voorbij laten gaan. Op 12 juni sloot hij echter alweer aan bij de groepstraining.[4]
- Marco van Basten zat voor de vijftigste keer op de bank van het Nederlands elftal als bondscoach. Alleen Bob Glendenning (87 interlandwedstrijden), Dick Advocaat (55 interlandwedstrijden) en Rinus Michels (53 interlandwedstrijden) hebben meer interlands achter hun naam staan.[5]

## Wedstrijdgegevens

De basisopstellingen van beide landen.

| Datum                | 13 juni 2008                | 13 juni 2008                |
| Stadion              | Stade de Suisse, Bern       | Stade de Suisse, Bern       |
| Toeschouwers         | 30.777                      | 30.777                      |
| Scheidsrechter       | Herbert Fandel              | Herbert Fandel              |
| Assistenten          | Carsten Kadach Volker Wezel | Carsten Kadach Volker Wezel |
| Vierde man           | Grzegorz Gilewski           | Grzegorz Gilewski           |
| Man van de wedstrijd | Wesley Sneijder             | Wesley Sneijder             |
|                      | Nederland                   | Frankrijk                   |
| Doelpunten           | 4                           | 1                           |
| Gele kaarten         | 1                           | 2                           |
| Rode kaarten         | 0                           | 0                           |
| Wissels              | 3                           | 2                           |
| Schoten op doel      | 12                          | 12                          |
| Schoten naast doel   | 4                           | 10                          |
| Overtredingen        | 17                          | 17                          |
| Hoekschoppen         | 2                           | 6                           |
| Buitenspel           | 0                           | 0                           |
| Vrije trappen        | 16                          | 17                          |
| Strafschoppen        | 0                           | 0                           |
| Balbezit (tijd)      |                             |                             |
| Balbezit (%)         | 53                          | 47                          |

| Nederland | 4 – 1           | Frankrijk |
| Dirk Kuijt 9' (Rafael van der Vaart) Robin van Persie 59' (Arjen Robben) Arjen Robben 72' (Wesley Sneijder) Wesley Sneijder 90+2' (Robin van Persie)                                                      | goals (assists) | 71' Thierry Henry (Willy Sagnol) |
| Marco van Basten | bondscoach      | Raymond Domenech |
| Edwin van der Sar André Ooijer Joris Mathijsen Giovanni van Bronckhorst Orlando Engelaar 46' Ruud van Nistelrooij Wesley Sneijder Nigel de Jong Dirk Kuijt 56' Khalid Boulahrouz Rafael van der Vaart 78' | opstellingen    | William Gallas Claude Makélélé 61' Florent Malouda 75' Sidney Govou Thierry Henry Patrice Evra Lilian Thuram Willy Sagnol Jérémy Toulalan Franck Ribéry Grégory Coupet |
| Robin van Persie 56' Arjen Robben 46' Wilfred Bouma 78' | wissels         | 75' Nicolas Anelka 61' Bafétimbi Gomis |
| André Ooijer 52' | gele kaarten    | 32' Claude Makélélé 82' Jérémy Toulalan |
| | rode kaarten    | |

## Trivia
- Niet eerder verloren de Fransen met zulke grote cijfers tijdens een Europees eindtoernooi. De grootste nederlaag hiervoor stamt uit 1960 toen de Fransen met 2-0 verloren van Tsjecho-Slowakije.
- Het tweede doelpunt van Nederland, gescoord door Robin van Persie, is het vijftigste doelpunt dat Nederland ooit scoorde tijdens een Europees kampioenschap voetbal mannen. Geen ander land scoorde op het Europese toernooi zo vaak.
- Voor Nederland is de 4-1-zege de op een na grootste overwinning ooit tijdens een Europees kampioenschap. Alleen tijdens het Europees kampioenschap voetbal 2000 werd er een grotere overwinning geboekt. Joegoslavië werd toen met 6-1 door Nederland verslagen.
- Met de overwinning op Frankrijk evenaarde Nederland het recordaantal overwinningen op het Europees kampioenschap voetbal van Duitsland. Beide landen hebben nu zestien overwinningen geboekt op een eindronde. Beide landen zijn echter nog wel actief op het toernooi en kunnen het record nog aanscherpen.

## Overzicht van wedstrijden
| Groepswedstrijden | | | |
| Groep A | Groep B | Groep C | Groep D |
| Zwitserland - Tsjechië Portugal - Turkije Tsjechië - Portugal Zwitserland - Turkije Zwitserland - Portugal Turkije - Tsjechië | Oostenrijk - Kroatië Duitsland - Polen Kroatië - Duitsland Oostenrijk - Polen Oostenrijk - Duitsland Polen - Kroatië | Roemenië - Frankrijk Nederland - Italië Italië - Roemenië Nederland - Frankrijk Nederland - Roemenië Frankrijk - Italië | Spanje - Rusland Griekenland - Zweden Zweden - Spanje Griekenland - Rusland Griekenland - Spanje Rusland - Zweden |
| Kwartfinales | | | |
| Portugal - Duitsland | Kroatië - Turkije | Nederland - Rusland | Spanje - Italië                                                                                                   |
| Halve finales | | | |
| Duitsland - Turkije | Duitsland - Turkije                                                                                                  | Rusland - Spanje | Rusland - Spanje                                                                                                  |
| Finale | | | |
| Duitsland - Spanje | | | |